# Miki Nakao
Miki Nakao (n. 25 iunie 1978, Nagasaki, Japonia) este o înotătoare japoneză, medaliată olimpică. A participat la 2 ediții ale Jocurilor Olimpice (1996, 2000) în care a câștigat o medalie de bronz.